# Sébéos
Sébéos (en arménien : Սեբեոս ; VIIe siècle) est un religieux arménien, l'évêque des Bagratides ayant assisté au quatrième concile de Dvin en 645.

## Biographie
On sait très peu de choses de la vie de Sébéos. Ses dates de naissance et de mort sont inconnues, mais les historiens s'accordent à dire qu'il a vécu au VIIe siècle. Il fréquente la cour de Khosro II de Perse, puis participe au quatrième concile de Dvin en 645 en tant qu'« Évêque des Bagratouni » selon la huitième signature apposée aux textes des résolutions du concile.

## Œuvre
Selon la tradition arménienne, Sébéos (ou un proche désigné comme Pseudo Sébéos ) est l'auteur d'un important ouvrage historique, datant de 660, connu sous le titre d'Histoire d'Héraclius, divisé en deux parties : la première couvre la période s'étalant du combat mythique de Haïk contre Bêl à la révolte menée par Vardan Mamikonian contre les Perses dans les années 570 ; la seconde se poursuit jusqu'en 661 et décrit notamment les actions menées en Arménie par l'empereur byzantin Héraclius et le début des incursions arabes, constituant ainsi une suite du récit de Lazare de Pharbe,. Sébéos donne de nombreuses informations sur les « Grands Rois » sassanides du règne de Péroz Ier (mort en 484) à celui de Yazdgard III (mort en 651). 
Cette chronique, qui est une des premières sources non musulmanes à mentionner, et la première à nommer, Mahomet comme prophète (vers 660 : « un des enfants d’Ismaël, du nom de Mahomet, un marchand, qui se présenta à eux comme sur l’ordre de Dieu, en prédicateur », source ici), s'achève sur la guerre civile arabe et l'ascension politique de Muʿāwiya.
La première édition de cet ouvrage, à Constantinople, en 1851, se base sur un manuscrit découvert à Etchmiadzin en 1842 ; le manuscrit ne portait lui-même ni titre ni divisions, et le titre d’Histoire d'Héraclius ainsi que l'attribution à Sébéos lui sont donnés lors de sa découverte, en supposition d'une identification de ce manuscrit avec l'Histoire de Sébéos évoquée par diverses sources médiévales. Ce manuscrit étant par ailleurs aujourd'hui perdu, la paternité de l'œuvre est donc fort incertaine (voire rejetée), et l'auteur est souvent appelé « Pseudo-Sébéos » ou même « Pseudo-Agathange ».
La première partie contiendrait en outre l'Histoire primitive de l'énigmatique Syrien nommé Mar Abas Catina (auquel se réfère également Moïse de Khorène dans son Histoire de l'Arménie, tout en s'écartant sur plusieurs points de la version du « Pseudo-Sébéos »).

## Édition
- Histoire d'Héraclius, trad. de l'arménien et annoté par F. Macler, Paris, Imprimerie nationale, 1904 (chez Remacle, Googlebooks).